# Championnat du Cameroun de football 2012
Navigation
Saison précédente Saison suivante
La saison 2012 du Championnat du Cameroun de football est la 52e édition de la première division camerounaise, la MTN Elite 1.  Les 14 équipes sont regroupées au sein d'une poule unique, où chaque équipe affronte tous les adversaires de sa poule deux fois, à domicile et à l'extérieur. 
Le championnat est interrompu du 22 avril 2012, à la fin des matchs aller, jusqu'au 8 juillet 2012.
C'est le club de l'Union Douala qui remporte le championnat après avoir terminé en tête du classement final, devant le tenant du titre, Cotonsport Garoua. C'est le cinquième titre de champion du Cameroun de l'histoire du club, le premier depuis 1990.

## Qualifications continentales
Les deux premiers du classement final se qualifient pour la Ligue des champions de la CAF 2013 tandis que le troisième et le vainqueur de la Coupe du Cameroun obtiennent leur billet pour la Coupe de la confédération 2013. Si l'équipe victorieuse en Coupe est parmi les trois premiers, c'est le finaliste qui décroche la qualification.

## Les clubs participants
| - Astres FC - Aigle royal de la Menoua - Promu de D2 - Canon Yaoundé - Cotonsport Garoua - New Star de Douala - Promu de D2 - Panthère du Ndé - Renaissance FC de Ngoumou | - Sable Batié - Scorpion FC - Tiko United - Union Douala - Unisport Bafang - Njala Quan de Limbé - Promu de D2 - YSA Bamenda |

### Classement
Le barème utilisé pour établir le classement est le suivant :
- Victoire : 3 points
- Match nul : 1 point
- Défaite, forfait ou abandon : 0 point

| Rang | Équipe                    | Pts | J  | G  | N  | P  | Bp | Bc | Diff |
| ---- | ------------------------- | --- | -- | -- | -- | -- | -- | -- | ---- |
| 1    | Union Douala              | 55  | 26 | 17 | 4  | 5  | 38 | 17 | +21  |
| 2    | Cotonsport GarouaT        | 53  | 26 | 15 | 8  | 3  | 34 | 11 | +23  |
| 3    | Panthère du Ndé           | 45  | 26 | 13 | 6  | 7  | 28 | 16 | +12  |
| 4    | YSA Bamenda               | 40  | 26 | 10 | 10 | 6  | 23 | 26 | -3   |
| 5    | Unisport BafangC          | 39  | 26 | 9  | 12 | 5  | 29 | 22 | +7   |
| 6    | New Star de DoualaP       | 38  | 26 | 9  | 11 | 6  | 40 | 27 | +13  |
| 7    | Sable Batié               | 34  | 26 | 8  | 10 | 8  | 26 | 26 | 0    |
| 8    | Canon Yaoundé             | 32  | 26 | 8  | 8  | 10 | 27 | 36 | -9   |
| 9    | Renaissance FC de Ngoumou | 31  | 26 | 8  | 7  | 11 | 24 | 29 | -5   |
| 10   | Les Astres FC             | 29  | 26 | 5  | 14 | 7  | 24 | 29 | -5   |
| 11   | Njala Quan de LimbéP      | 29  | 26 | 7  | 8  | 11 | 23 | 30 | -7   |
| 12   | Aigle royal de la MenouaP | 26  | 26 | 5  | 11 | 10 | 22 | 29 | -7   |
| 13   | Tiko United               | 20  | 26 | 4  | 8  | 14 | 21 | 37 | -16  |
| 14   | Scorpion FC               | 14  | 26 | 3  | 5  | 18 | 14 | 38 | -24  |

|  | Qualifié pour la Ligue des champions de la CAF 2013                                      |
|  | Qualifié pour la Coupe de la confédération 2013                                          |
|  | Relégué en 2e division                                                                   |
|  | T : Tenant du titre C : Vainqueur de la Coupe du Cameroun P : Promu de deuxième division |

## Bilan de la saison
| Championnat du Cameroun de football 2012 |                                 |
| Champion                                 | Union Douala (5e titre)         |
| Coupes et trophées                       |                                 |
| Vainqueur de la Coupe du Cameroun 2012   | Unisport Bafang                 |
| Qualifications continentales             |                                 |
| Ligue des champions de la CAF 2013       | Union Douala                    |
| Ligue des champions de la CAF 2013       | Cotonsport Garoua               |
| Coupe de la confédération 2013           | Panthère du Ndé                 |
| Coupe de la confédération 2013           | Unisport Bafang                 |
| Promotions et relégations                |                                 |
| Promus en MTN Elite 1                    | Tonnerre Kalara Club de Yaoundé |
| Promus en MTN Elite 1                    | Douala Athletic Club            |
| Promus en MTN Elite 1                    | Fovu Baham                      |
| Relégués en 2e division                  | Scorpion FC                     |
| Relégués en 2e division                  | Tiko United                     |
| Relégués en 2e division                  | Aigle royal de la Menoua        |